# Ebegomphus conchinus
Ebegomphus conchinus – gatunek ważki z rodziny gadziogłówkowatych (Gomphidae). Występuje w północnej części Ameryki Południowej; stwierdzony w Kolumbii, Gujanie, Surinamie i Gujanie Francuskiej.
Gatunek ten opisał (pod nazwą Cyanogomphus conchinus) w 1916 roku Edward Bruce Williamson w oparciu o pojedynczy okaz samca odłowiony w styczniu 1912 roku w okolicach Wismaru w Gujanie Brytyjskiej (obecnie Linden w Gujanie).